# کسومب
کسومب (به لاتین: Cassumbe) یک منطقهٔ مسکونی در آنگولا است که در آندولو، آنگولا واقع شده‌است.